# 양 (춘추)
양(梁, ? ~ 춘추 시대)은 중국 주나라의 제후국이다. 작위는 백작이었고, 건국 연도는 알 수 없다. 춘추 시대 때 당시 임금이었던 양백(梁伯)은 평소에 사치하였고 땅을 파서 못을 만들며 토목 공사를 자주 벌이는 등 백성들을 고생스럽게 하였다. 백성들의 불만이 커지던 중, 어느날 양백은 공궁에 해자를 판 뒤 못을 만들려고 백성들을 동원하고자 하여 거짓으로 진나라가 쳐들어온다고 알렸는데, 백성들이 이를 사실로 받아들이고 흩어져 도망가게 되었다. 이 틈을 타서 진나라(晉)가 실제로 공격해왔고, 결국 양나라는 망하고 진의 영토로 병합되었다. 이후 지명은 대량(大梁)이 되었다.